# Val-Louron
Val-Louron est une station de sports d'hiver des Pyrénées françaises située dans le département des Hautes-Pyrénées en région Occitanie.

## Toponymie
Créée en 1975, la station est située dans la vallée du Louron d'où le nom de Val-Louron.

## Géographie
Val-Louron se situe plus précisément dans le Pays d'Aure en vallée du Louron au sud-est de Bagnères-de-Bigorre en Bigorre. Son altitude est comprise entre 1 450 m au bas de la station et 2 100 m au sommet. C'est une station à vocation familiale.

## Infrastructures

### Domaine skiable
- 22 km de pistes de ski alpin
- 20 pistes : 7 vertes, 6 bleues, 6 rouges et 1 noire
- 46 canons à neige
- 10 remontées mécaniques : 3 télésièges, 6 téléskis et 1 tapis
- 5 circuits raquettes
- Chiens de traîneau

## Cyclisme
L’accès à Val-Louron depuis Génos offre 7 km d'ascension à 8,2 % et depuis Arreau, 20 km d'ascension à 3,7 % (dénivelée : 745 m). L’arrivée d'étape à Val-Louron est à 1420 m d’altitude.
Le col d'Azet, aussi dénommé col de Val-Louron – Azet, situé au-dessus de la station, a été emprunté par le Tour de France en 1997, 1999, 2001, 2005, 2013, 2014, 2016 et 2018.

## Galerie d'images

Sélection de vues de la station.
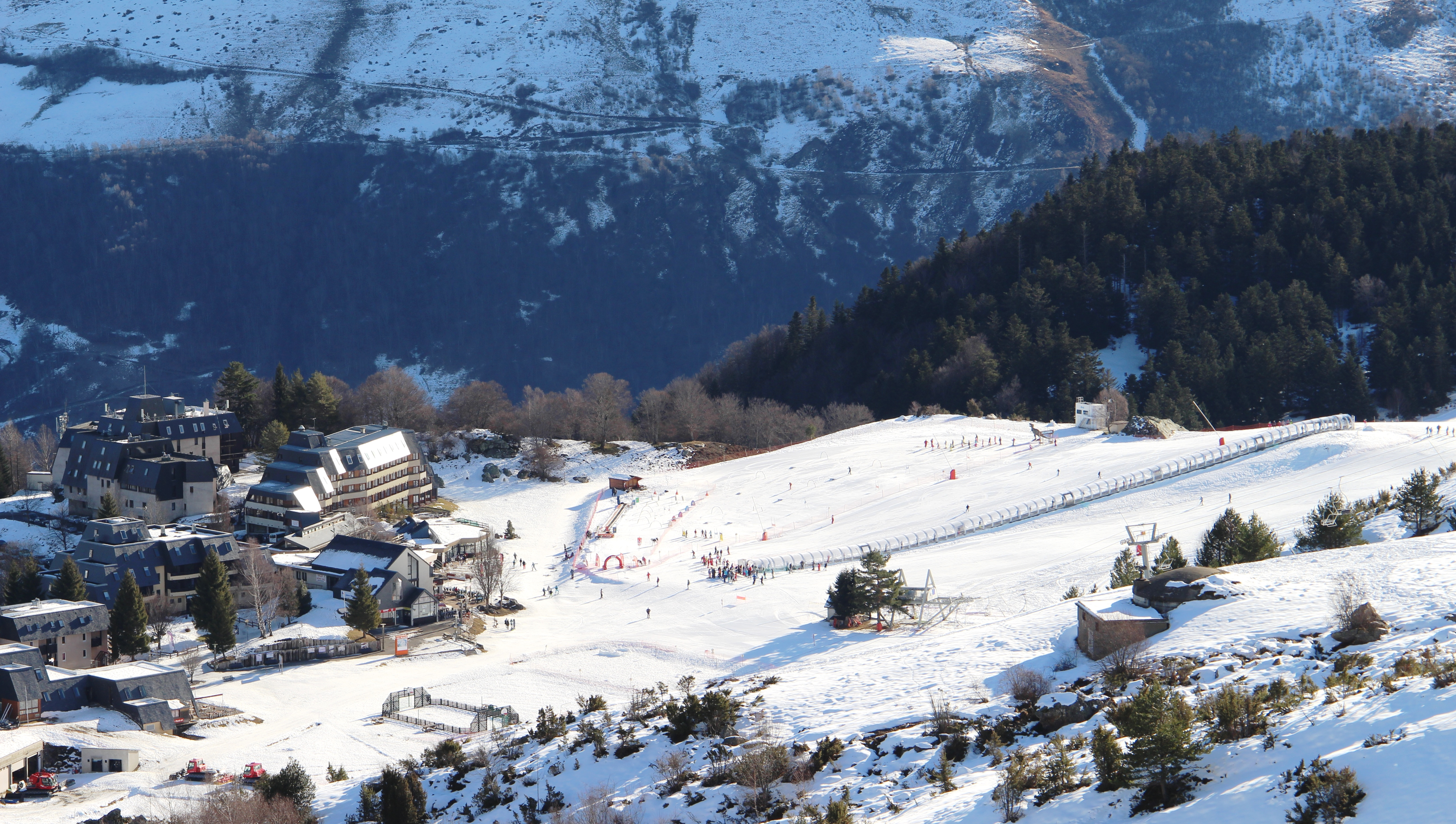
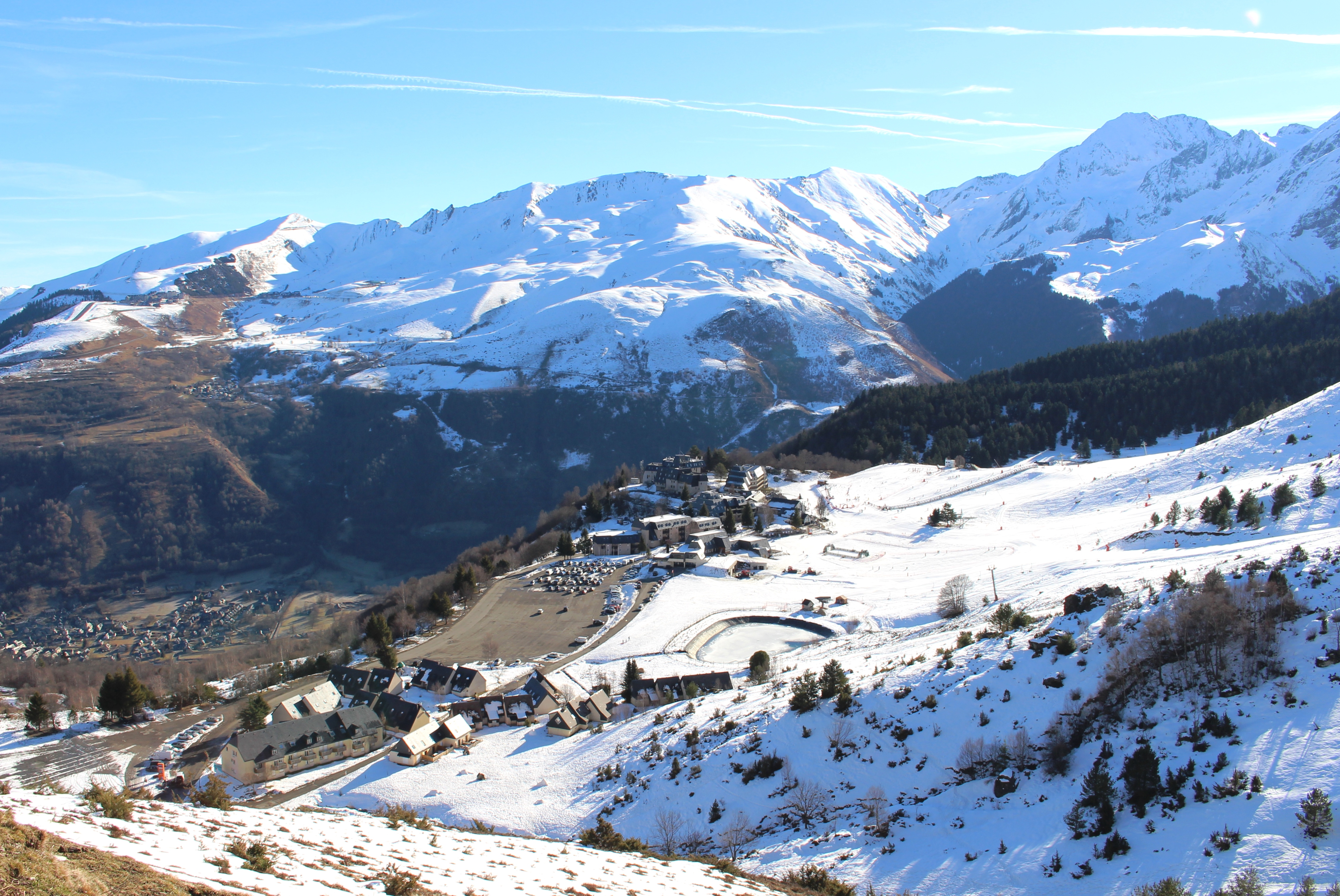
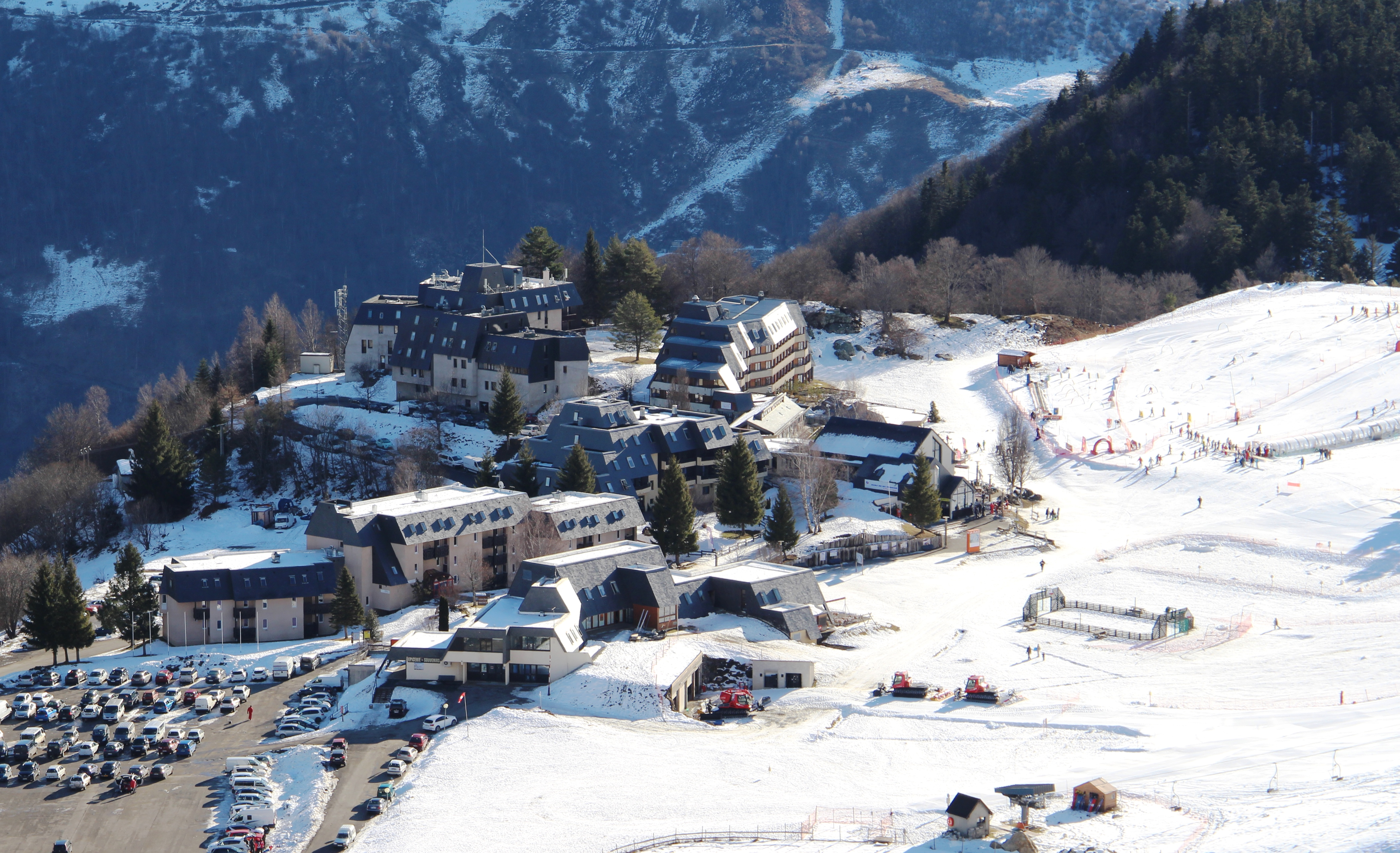
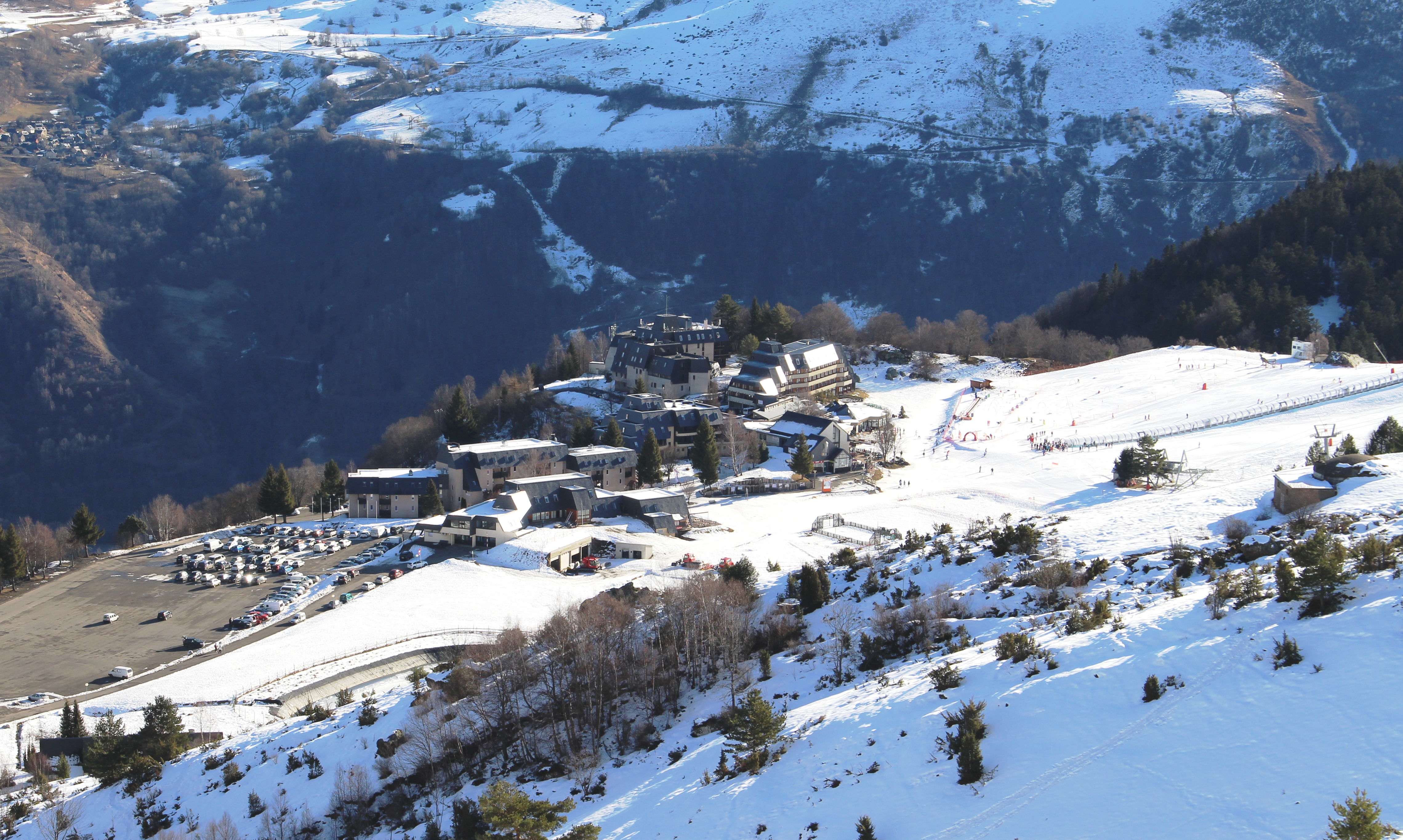